# 존 찰스 부처

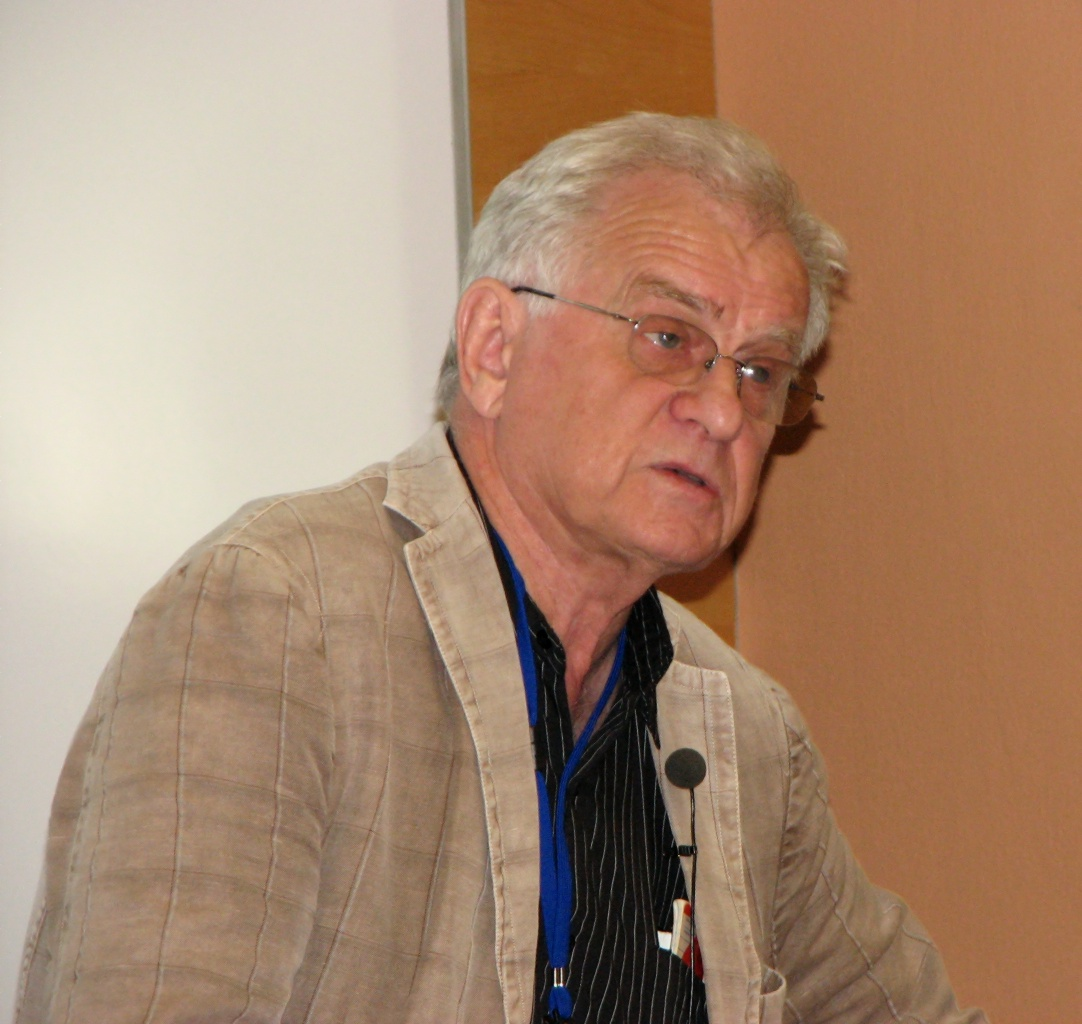

존 찰스 부처(John Charles Butcher,1933년 3월 31일~)은 뉴질랜드의 수학자이다. 미분방정식을 연구했으며, 룽게-쿠타 방법 들을 한눈에 나타낼 수 있는 부처 태블로를 발명했다.